# Club Deportivo Zarramonza
El Club Deportivo Zarramonza es un club de fútbol de España de la localidad de Arróniz en la Comunidad Foral de Navarra. Fundado en 1967 ha participado 2 temporadas en el grupo XV de Tercera división.

## Historia
El Club Deportivo Zarramonza se funda oficialmente el 24 de junio de 1967, aunque ya en la década de los años 30 se tiene constancia de la disputa de varios amistosos. El 1 de julio de 2017, el club celebró su 50º aniversario con diversos actos.
El club ha tenido a lo largo de su historia los siguientes presidentes: Francisco Mauleón, Martín Mauleón, Leocadio Echeverría, José María San Juan, Antonio Iturralde, Miguel Ángel Remírez, Enrique Arana y Jose Miguel Osés.

## Datos del club
- Temporadas en Tercera División: 2 (2007/08, 2009/10)

## Estadio
Disputa sus partidos como local en el campo de fútbol de hierba artificial denominado "Santa Cruz".

## Uniforme
- Primera equipación: Camiseta azul y negra a rayas verticales, pantalón negro y medias negras.

## Títulos
- Copas Federación: 3 (1995, 1996 y 2001).[1]